# Most kolejowy nad Białą Przemszą w Maczkach
Most kolejowy nad Białą Przemszą – most kolejowy nad Białą Przemszą na granicy Jaworzna i Sosnowca (w pobliżu dzielnicy Maczki), w województwie śląskim, w Polsce. Jest to kamienny, sześcioprzęsłowy most o długości 70 m, który został otwarty w 1848 r.. Przez most przebiega linia kolejowa nr 133.
Most znajduje się tuż za stacją kolejową Sosnowiec Maczki, działającą pierwotnie pod nazwą Granica, która była ostatnią stacją Kolei Warszawsko-Wiedeńskiej na terenie Królestwa Kongresowego. Biegnący nad Białą Przemszą most był wówczas mostem granicznym, położonym na granicy Królestwa Kongresowego w Imperium Rosyjskim z Cesarstwem Austrii. W 1867 r. granica ta zmieniła się w granicę Imperium Rosyjskiego z Austro-Węgrami, a następnie w trakcie I wojny światowej została zniesiona. 